# تورشتن ویسل
تورشتن ویسل (سوئدی: Torsten Wiesel؛ زاده ۳ ژوئن ۱۹۲۴) یک دانشمند برجسته در زمینه فیزیولوژی اعصاب اهل سوئد است.